# Rubempré
Rubempré és un municipi francès situat al departament del Somme i a la regió dels Alts de França. L'any 2007 tenia 774 habitants.

## Demografia

### Població

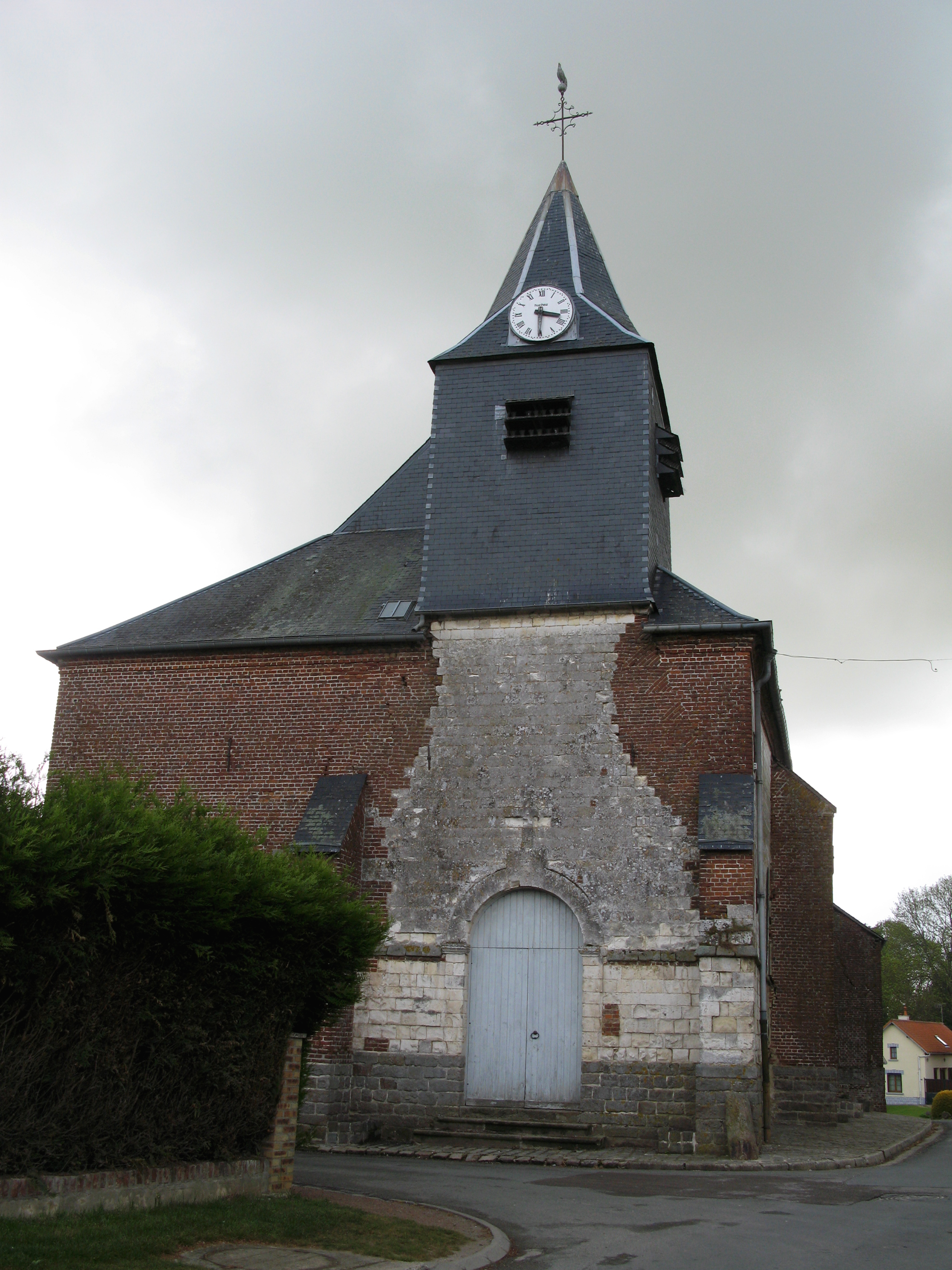

El 2007 la població de fet de Rubempré era de 774 persones. Hi havia 284 famílies de les quals 56 eren unipersonals (28 homes vivint sols i 28 dones vivint soles), 76 parelles sense fills, 136 parelles amb fills i 16 famílies monoparentals amb fills.
La població ha evolucionat segons el següent gràfic:
Habitants censats

### Habitatges
El 2007 hi havia 292 habitatges, 282 eren l'habitatge principal de la família, 3 eren segones residències i 7 estaven desocupats. 281 eren cases i 11 eren apartaments. Dels 282 habitatges principals, 235 estaven ocupats pels seus propietaris i 47 estaven llogats i ocupats pels llogaters; 3 tenien una cambra, 10 en tenien dues, 38 en tenien tres, 45 en tenien quatre i 186 en tenien cinc o més. 237 habitatges disposaven pel capbaix d'una plaça de pàrquing. A 112 habitatges hi havia un automòbil i a 148 n'hi havia dos o més.

### Piràmide de població

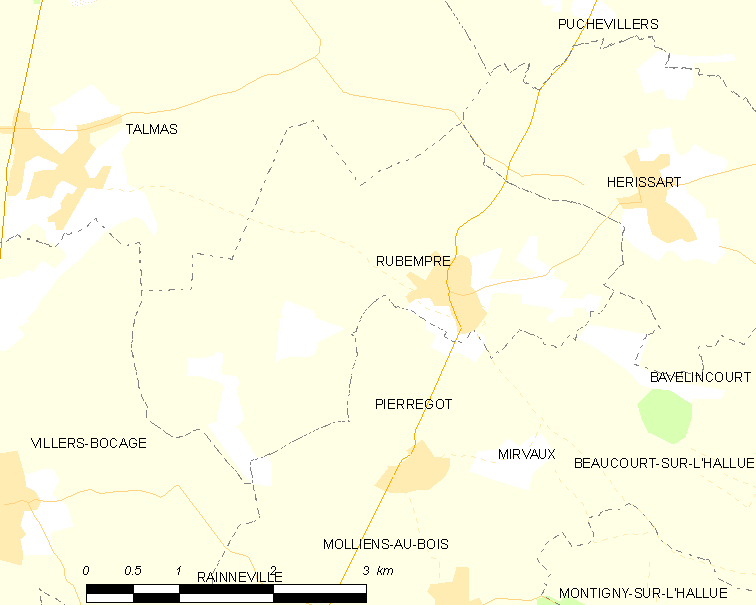

La piràmide de població per edats i sexe el 2009 era:
| Homes | Edats   | Dones |
| ----- | ------- | ----- |
| 0     | 95 o +  | 0     |
| 0     | 90 a 94 | 4     |
| 0     | 85 a 89 | 4     |
| 4     | 80 a 84 | 0     |
| 4     | 75 a 79 | 4     |
| 16    | 70 a 74 | 16    |
| 8     | 65 a 69 | 12    |
| 12    | 60 a 64 | 4     |
| 12    | 55 a 59 | 16    |
| 24    | 50 a 54 | 16    |
| 24    | 45 a 49 | 36    |
| 12    | 40 a 44 | 12    |
| 36    | 35 a 39 | 40    |
| 32    | 30 a 34 | 32    |
| 28    | 25 a 29 | 16    |
| 20    | 20 a 24 | 32    |
| 20    | 15 a 19 | 24    |
| 20    | 10 a 14 | 36    |
| 28    | 5 a 9   | 44    |
| 16    | 0 a 4   | 8     |

## Economia
El 2007 la població en edat de treballar era de 513 persones, 383 eren actives i 130 eren inactives. De les 383 persones actives 360 estaven ocupades (192 homes i 168 dones) i 23 estaven aturades (9 homes i 14 dones). De les 130 persones inactives 27 estaven jubilades, 62 estaven estudiant i 41 estaven classificades com a «altres inactius».

### Ingressos
El 2009 a Rubempré hi havia 276 unitats fiscals que integraven 746,5 persones, la mediana anual d'ingressos fiscals per persona era de 19.782 €.

### Activitats econòmiques
Dels 23 establiments que hi havia el 2007, 2 eren d'empreses extractives, 7 d'empreses de construcció, 3 d'empreses de comerç i reparació d'automòbils, 2 d'empreses de transport, 1 d'una empresa d'hostatgeria i restauració, 1 d'una empresa immobiliària, 5 d'empreses de serveis, 1 d'una entitat de l'administració pública i 1 d'una empresa classificada com a «altres activitats de serveis».
Dels 8 establiments de servei als particulars que hi havia el 2009, 1 era una oficina de correu, 1 paleta, 2 guixaires pintors, 1 fusteria, 2 lampisteries i 1 perruqueria.
L'any 2000 a Rubempré hi havia 12 explotacions agrícoles que ocupaven un total de 1.435 hectàrees.

## Equipaments sanitaris i escolars
L'únic equipament sanitari que hi havia el 2009 era una farmàcia.
El 2009 hi havia una escola elemental.

## Poblacions més properes
El següent diagrama mostra les poblacions més properes.